# Stand Up For Europe
Stand Up for Europe (Levántate Por Europa) es un movimiento ciudadano paneuropeo que defiende una Europa federal y más democrática.

## Historia
Stand Up For Europe fue lanzada en la 6.º Convención Federalista Europea en Bruselas el 3 de diciembre de 2016, a través de la integración de tres movimientos eurofederalistas: Stand up for the United States of Europe, el European Federalist Party y United States of Europe Now.

## Organización
Stand Up For Europe es una organización sin ánimo de lucro (Asociación sans but lucratif, ASBL) bajo la ley belga. Richard Laub, Georgios Kostakos, Olivier Boruchowitch y Pietro De Matteis están registrados como fundadores. La organización tiene la siguiente estructura: (i) General Meeting, (ii) Executive Board, (iii) Group of Advisors, (iv) Dispute Committee, (v) Auditor y (vi) Ombudsman. La Reunión General (General meeting) es convocada al menos una vez al año entre noviembre y febrero. En ella se designan a los miembros del Executive board a través de una votación que se gana con mayoría simple para un periodo renovable de un año. Entre otros, el Executive board consta de los siguientes cargos, ocupados a su vez por las personas nombradas (a fecha de febrero de 2017):
- President: Alain Deneef
- Vice-President: Bálint Gyévai
- General Secretary: Luca Polidori
- Treasurer: Faedran Bourhani
- Board Member: Alba Requejo

Como movimiento civil urbano, las actividades de Stand Up For Europe están organizadas alrededor de 30 "city teams" y siete grupos universitarios (abril de 2017). Publican notas de prensa regularmente, un boletín informativo y una revista en línea llamamada Europe Today.  La web de Stand Up For Europe está conectada a medios de comunicación sociales, incluyendo Facebook, Twitter, Linkedin, YouTube e Instagram. Debido a la importancia que confieren a la juventud en el movimiento eurofederalista, mantienen también la Students For Europe Political Research Platform, una web para facilitar el estudio de temas europeos relacionados con la juventud.